# Rejon czerepowiecki
Rejon czerepowiecki (ros. Черепове́цкий райо́н) – jednostka administracyjna Rosji, położona w obwodzie wołogodzkim, ze centrum administracyjnym w Czerepowcu (który formalnie nie jest częścią samego w sobie rejonu).